# РХЛ в сезоне 2012/2013
Сезон 2012/2013 — второй сезон Российской хоккейной лиги. Он стартовал 15 сентября 2012 года. Чемпионат состоял из двух дивизионов, команды разных дивизионов между собой не играли (исключение — финал лиги). Чемпионом стал клуб «Мордовия».

## Команды

#### Участвующие клубы
| •Нефтяник-Смена •Шахтёр •Новосибирск Славутич• •Рубин-2 •Кристалл-Югра •Ямальские Стерхи •Буревестник Брянск• •Прогресс •Сокол Алтай• Кедр• Тамбов• ЦСК ВВС• •Мордовия •Ангел Сибири •Кристалл |

## Регулярный чемпионат

### Западная конференция
В сезоне 2012/2013 Западная конференция состояла из 9 клубов. На первом этапе команды конференции проводили между собой определённое количество матчей, матчи с командами Восточной конференции не проводились. Регулярный чемпионат в Западной конференции завершился 4 марта 2013 года. По итогам этапа составлялась таблица, первые 8 команд проходили в плей-офф.

#### Таблица
| Пояснения к турнирным таблицам              |
| ------------------------------------------- |
| Команда, обеспечившая 1 место в конференции |
| Команда, обеспечившая место в плей-офф      |
| Команда, не попадающая в плей-офф           |